# کوه قلعه دشتستان
کوه قلعه نام یک اثر باستانی در ۲۵ کیلومتری برازجان و بر فراز کوهی به همین نام به ارتفاع حدود ۹۰۰ متر است و شباهت زیادی به قلعه الموت در قزوین و قلعه بابک آذربایجان دارد. 